# Kazimierz Doktór

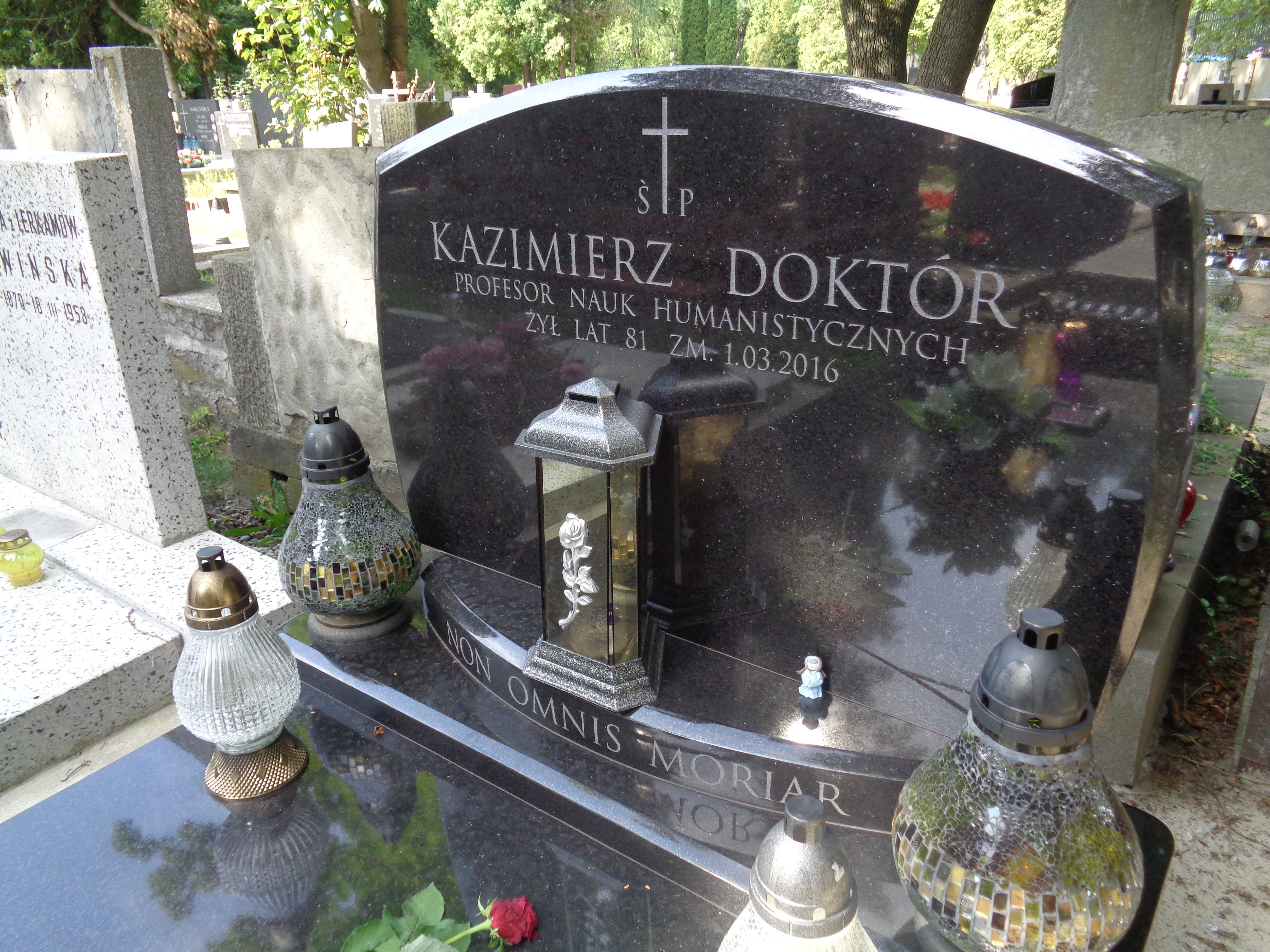
Grób profesora Kazimierza Doktóra na cmentarzu wojskowym na Powązkach

Kazimierz Doktór (ur. 15 lutego 1935 w Krotoszynie, zm. 1 marca 2016 w Warszawie) – polski socjolog, prof. dr hab., nauczyciel akademicki, piłkarz. Prezes Polskiego Związku Tenisowego (1988–1991).

## Życiorys
W latach 1957–1962 był piłkarzem Legii Warszawa, występując na pozycji bramkarza. W bramce „Legionistów” w I lidze zadebiutował 27 czerwca 1962 w meczu z Wisłą Kraków (4:1 w Warszawie). Wszedł na boisko w 90. minucie i to był jego pierwszy i zarazem ostatni oficjalny występ w Legii. Trenerem Legii w tamtych czasach był Kazimierz Górski.
W 1964 uchwałą Rady Naukowej Instytutu Filozofii i Socjologii Polskiej Akademii Nauk otrzymał stopień doktora nauk humanistycznych. Uchwałą tej samej rady w 1976 uzyskał stopień doktora habilitowanego nauk humanistycznych w zakresie socjologii. Od 1980 profesor nadzwyczajny nauk humanistycznych. Związany z Uniwersytetem Łódzkim, Uczelnią Warszawską im. Marii Skłodowskiej – Curie oraz z Akademią Humanistyczną im. Aleksandra Gieysztora w Pułtusku. Później pracownik naukowy Wyższej Szkoły Finansów i Zarządzania w Warszawie. Był nauczycielem akademickim Prywatnej Wyższej Szkoły Nauk Społecznych, Komputerowych i Medycznych w Warszawie.
Prowadził prace badawcze nad przedsiębiorstwami przemysłowymi przy pomocy obserwacji uczestniczącej ukrytej w poznańskich Zakładach Przemysłu Metalowego H. Cegielski zakończone monografią: „Przedsiębiorstwo przemysłowe”. Ostatnio obszar swoich zainteresowań skupiał na socjologii: przemysłu, gospodarki i sportu.
Zmarł 1 marca 2016 w wieku 81 lat. Pochowany na cmentarzu Powązki Wojskowe w Warszawie (kwatera G-5-20).

## Wybrane publikacje
- Rynek, [w:] Problemy socjologii gospodarki, Poznań 2008.
- Problemy socjologii gospodarki (współautor: S. Banaszak), Poznań 2008.
- Dysfunkcje zarządzania zasobami ludzkimi w administracji publicznej, [w:] Dysfunkcje i patologie zarządzania zasobami ludzkimi, Łódź 2005.
- Ekonomiczna i społeczna kondycja przedsiębiorstw przemysłowych w Polsce 1991, Warszawa 1991.
- Socjologia. Teoria i działanie (współautorzy: W. Kwaśniewicz, A. Kwilecki), Warszawa 1997.
- Socjologia organizacji (red.), Wrocław 1975.
- Przedsiębiorstwo przemysłowe. Studium socjologiczne Zakładów Przemysłu Metalowego „H. Cegielski”, Warszawa, Książka i Wiedza, 1964.